# Île Sandja
L'île Sandja est une ile de la mer Méditerranée à El Marsa en Algérie. 

## Description
A 400 m au nord de Jean-Bart, un îlot rocheux d'une centaine de mètres de diamètre et de 10 m de hauteur porte le nom d'île Sandja.